# Příštpo
Příštpo (německy Priespach) je obec v okrese Třebíč v Kraji Vysočina. Leží jižně od města Třebíče, tři kilometry jihovýchodně od Jaroměřic nad Rokytnou. Žije zde 248 obyvatel.
Sousedními obcemi sídla jsou Rozkoš, Radkovice u Hrotovic a Jaroměřice nad Rokytnou.

## Geografie
Ze severu na jih přes území obce prochází silnice II/351 z Jaroměřic nad Rokytnou do Rozkoše, z této silnice na severním okraji území obce vychází užitková silnice k lomu Královec. V jižní části území obce prochází přes lesy síť lesních silnic s názvy první, druhá a třetí alej. Ze zastavěného území obce vychází jižně cyklostezka 5263, přes území obce prochází žlutá turistická stezka, ze zastavěného území obce pak jižně vede modrá turistická stezka.
Velká část území obce (primárně jeho střední a severní část) je využívána zemědělsky, jižní část je naopak velmi výrazně zalesněna, stejně tak je zalesněn východní okraj území, zalesněný je i příkrý svah údolí řeky Rokytné a oblast okolo lomu Královec. Na severním okraji území obce se nachází průmyslově využívaný lom, severozápadně od zastavěného území obce se nachází bývalé JZD. 
Přes území obce prochází v hlubokém údolí řeka Rokytná, ta pak tvoří i část východní hranice území obce a dále pokračuje jižně a po asi 40 km toku se vlévá v Ivančicích do Jihlavy. Část východní hranice území obce je tvořena nepojmenovaným potokem, který teče podél vrcholu Hora a dále se spojuje s dalším nepojmenovaným potokem, na kterém leží rybníky Strážnice I a II, pak ústí v zastavěném území obce do Rokytné. Část jižní hranice území obce je tvořena nepojmenovaným potokem, který posléze ústí do Nedveky, část území obce odvoďnuje jeho zatrubněný přítok. V zalesněné části území obce pramení další nepojmenovaný přítok řeky Rokytné. V lomu Královec se nachází rybník o stejném názvu.
Území obce je poměrně členité, jeho nadmořská výška se pohybuje od cca 400 metrů v údolí Rokytné po vrchol hora s nadmořskou výškou 486 metrů nad mořem. Těsně za východní hranicí území obce se nachází Stříbrná hora (531 m), východně od zastavěného území obce se nachází kopec Hora (486 m). Východní svah údolí řeky Rokytné je prudký a skalnatý, jižně od zastavěného území obce se pak nachází u řeky známá skála Justýnka. 
Zastavěné území obce se nachází téměř uprostřed území obce, asi 500 metrů západně od zastavěného území obce se nachází někdejší JZD s velkou solární elektrárnou, severně od obce se nachází několik menších samot u silnice, na severním okraji území obce se nachází mlýn a lom Královec. Jižně od zastavěného území obce se nachází hájenka.
Část území obce se nachází v Přírodním parku Rokytná, na jihovýchodním okraji území obce se nachází část přírodní památky Jedlový les a údolí Rokytné. Jižně od obce se nachází známá skála Justýnka a Bednářův mlýn.

## Název
V roce 2023 bylo zjištěno, že původní název vesnice byl Brülba a následně dalším studiem bylo odhaleno, že vesnice se stejným názvem se v místě Příštpa objevila již v roce 1023.
V písemné podobě Preschep (snad = Přěščěp) se jméno vsi poprvé uvádí k roku 1190 v listině dokládající nadání louckého kláštera.
Ve jménu se snad skrývá staré ščěp - "strom", ščěpie - "stromoví". Tento výklad by byl v souladu s geografií blízkého okolí, s faktem blízkých lesů, i někdejší osadou Lykodery, jejíž název též odkazuje ke zpracování dřeva (vydělávání lýka). Jiný výklad uvádí, že název souvisí s představou ščepu, „mladého lesa, sadu, stromoví“, případně „příštěpku“ jako představě něčeho menšího přičleněného k něčemu většímu. Nebo se snad v základu místního jména skrývá sloveso ščpěti - "čpět", ale tom případě by se jednalo o ojediněle vzniklé místní jméno, takže tato teorie je jazykovědci nejméně prosazovaná. Celkově je jméno vesnice nejasné způsobem tvoření.
V letech 1869–1921 došlo k sedmi změnám názvu obce: Příštba, Přísba, Přístpo, Příštbo, Příspa, Přístbo, Příšpo (1910) a od roku 1921 nese obec současný název Příštpo. Jedná se tak o jednu z obcí s nejvíce změnami názvu (spolu s obcí Karviná-Doly).

## Historie
První písemná zmínka o obci pochází z roku 1190. V roce 1480 měl být majitelem vesnice Ctibor z Jackova, ale již roku 1498 byl hrad Bítov a Příštpo propuštěn z manství Jindřicha z Lichtenburka, tento akt vydal Vladislav II. V roce 1563 se patřila vesnice Zdeňkovi Bítovskému, ale jeho sirotci prodali vesnici spolu s Hostimí Václavu Hodickému z Hodic. V roce 1591 pak vesnice patřila Kateřině Zelené z Říčan a jejímu manželovi Ladislavovi Šlejnicovi ze Šlejnic. Následně se stala vesnice součástí jaroměřického panství.
V roce 1613 bylo panství koupeno Jiřím Rechenberkem ze Želetic. V roce 1620 bylo panství zkonfiskováno pro účast Jiřího Rechenberka ve Stavovském povstání. V roce 1623 získali panství Questenberkové, Jaroměřice jako konfiskát zakoupil od královské komory Gerhard z Questenberka. V roce 1661 se vlády nad panstvím ujal Jan Antonín z Questenberka, ten dokončil renesanční přestavbu zámku včetně divadla. Dalším majitelem z rodu Questenberků se stal Jan Adam z Questenberka, za jeho vlády vyvrcholila barokní přestavba Jaroměřic. V roce 1752 byly Jaroměřice převzaty pod správu Václava Antonína z Kounic-Rietbergu. V roce 1897 byl po vleklém soudním dědickém sporu jaroměřický velkostatek Nejvyšším soudem Rakouska Rudolfu Kristiánu z Vrbna a Bruntálu, jeho majetek pak v roce 1927 zdědila jeho manželka Elvíra (původně bavorská princezna).
V roce 1775 se místní poddaní zúčastnili selského povstání, v roce 1821 pak byla vesnice dokonce označena jako sídlo původců robotní vzpoury a byl zatčen místní učitel Jakub Coufal. V roce 1908 byl ve vsi založen odbor Národní jednoty pro jihozápadní Moravu, v roce 1909 pak také Omladina v roce 1920 pak byla založena Jednota československých malozemědělců a v roce 1924 byl zřízen Sokol a založen Sbor dobrovolných hasičů. V roce 1930 byla vesnice elektrifikována.
V roce 1827 byla ve vsi postavena první školní budova, ta však nedostačovala a tak roku 1894 byla postavena nová budova školy a tak byla v roce 1895 rozšířena škola na dvojtřídní a později i na trojtřídní. V roce 1941 pak byla škola znovu zmenšena na dvojtřídku a po skončení druhé světové války byla změněna na jednotřídku. Následně pak byla opět zavedena výuka ve dvou třídách, ale v sedmdesátých letech 20. století pak byla druhá třída opět zrušena a v roce 1975 byla zrušena i celá škola.
V roce 1953 bylo v obci založeno JZD, to pak bylo v roce 1973 sloučeno do Semenářského státního statku v Jaroměřicích nad Rokytnou.

## Obyvatelstvo
| Rok            | 1869 | 1880 | 1890 | 1900 | 1910 | 1921 | 1930 | 1950 | 1961 | 1970 | 1980 | 1991 | 2001 | 2011 | 2021 |
| -------------- | ---- | ---- | ---- | ---- | ---- | ---- | ---- | ---- | ---- | ---- | ---- | ---- | ---- | ---- | ---- |
| Počet obyvatel | 451  | 535  | 573  | 570  | 588  | 614  | 605  | 452  | 467  | 457  | 362  | 276  | 301  | 274  | 245  |
| Počet domů     | 84   | 94   | 97   | 99   | 105  | 112  | 126  | 143  | 134  | 130  | 116  | 137  | 142  | 144  | 146  |

## Obecní správa
Do roku 1849 patřilo Příštpo do jaroměřického panství, od roku 1850 patřilo do okresu Znojmo, pak od roku 1896 do okresu Moravské Budějovice a od roku 1960 do okresu Třebíč. Mezi lety 1850 a 1867 patřilo Příštpo do Příložan a od 1. ledna 1980 do 31. prosince 1992 byla obec začleněna do Jaroměřic nad Rokytnou, následně se osamostatnilo.

### Obecní symboly
Znak a vlajka byly obci uděleny rozhodnutím předsedy Poslanecké sněmovny Parlamentu České republiky dne 21. června 2018.

## Politika
V letech 2006–2010 působil jako starosta Emil Spilka, od roku 2010 tuto funkci zastává Antonín Vítámvás.

### Volby do Poslanecké sněmovny
|       | 2006                | 2010                | 2013                | 2017                | 2021                |
| ----- | ------------------- | ------------------- | ------------------- | ------------------- | ------------------- |
| 1.    | ČSSD (30,46 %)      | KSČM (32,11 %)      | KSČM (29,86 %)      | ANO (32,83 %)       | ANO (47,15 %)       |
| 2.    | ODS (25,16 %)       | ČSSD (20,43 %)      | ČSSD (15,27 %)      | SPD (17,16 %)       | SPD (13,82 %)       |
| 3.    | KSČM (19,86 %)      | TOP 09 (12,4 %)     | ANO 2011 (13,19 %)  | KSČM (14,92 %)      | SPOLU (13,82 %)     |
| účast | 67,11 % (151 z 225) | 58,23 % (138 z 237) | 59,59 % (146 z 245) | 58,95 % (134 z 229) | 56,42 % (123 z 218) |

### Volby do krajského zastupitelstva
|      | 1.                | 2.                          | 3.                      | účast              |
| ---- | ----------------- | --------------------------- | ----------------------- | ------------------ |
| 2000 | 4KOALICE (26,5 %) | KSČM (26,5 %)               | ODS (16,86 %)           | 38,13 % (90 z 236) |
| 2004 | ODS (35,82 %)     | KDU-ČSL (22,38 %)           | KSČM (20,89 %)          | 31,48 % (68 z 216) |
| 2008 | KSČM (32,6 %)     | ČSSD (26,08 %)              | ODS (20,65 %)           | 41,26 % (92 z 223) |
| 2012 | KSČM (35,16 %)    | ČSSD (19,78 %)              | KDU-ČSL (10,98 %)       | 40,98 % (99 z 244) |
| 2016 | KSČM (26,47 %)    | ANO 2011 (16,17 %)          | KDU-ČSL (14,7 %)        | 29,31 % (68 z 232) |
| 2020 | ANO (47,88 %)     | KDU-ČSL (9,85 %)            | SPD (8,45 %)            | 32,58 % (72 z 221) |
| 2024 | ANO (51,76 %)     | SPD+Trikolora+PRO (12,94 %) | ČSNS+KSČM+ČSSD (7,05 %) | 39,81 % (85 z 216) |

### Prezidentské volby
V prvním kole prezidentských voleb v roce 2013 první místo obsadil Miloš Zeman (48 hlasů), druhé místo obsadil Jan Fischer (31 hlasů) a třetí místo obsadil Jiří Dienstbier (25 hlasů). Volební účast byla 61,22 %, tj. 150 ze 245 oprávněných voličů. V druhém kole prezidentských voleb v roce 2013 první místo obsadil Miloš Zeman (107 hlasů) a druhé místo obsadil Karel Schwarzenberg (36 hlasů). Volební účast byla 58,47 %, tj. 145 ze 248 oprávněných voličů.
V prvním kole prezidentských voleb v roce 2018 první místo obsadil Miloš Zeman (79 hlasů), druhé místo obsadil Jiří Drahoš (26 hlasů) a třetí místo obsadil Marek Hilšer (9 hlasů). Volební účast byla 54,94 %, tj. 128 ze 233 oprávněných voličů. V druhém kole prezidentských voleb v roce 2018 první místo obsadil Miloš Zeman (104 hlasů) a druhé místo obsadil Jiří Drahoš (46 hlasů). Volební účast byla 64,38 %, tj. 150 ze 233 oprávněných voličů.
V prvním kole prezidentských voleb v roce 2023 první místo obsadil Andrej Babiš (71 hlasů), druhé místo obsadil Petr Pavel (21 hlasů) a třetí místo obsadil Jaroslav Bašta (16 hlasů). Volební účast byla 61,01 %, tj. 133 ze 218 oprávněných voličů. V druhém kole prezidentských voleb v roce 2023 první místo obsadil Andrej Babiš (87 hlasů) a druhé místo obsadil Petr Pavel (46 hlasů). Volební účast byla 61,29 %, tj. 133 ze 217 oprávněných voličů.

## Doprava
Obcí prochází silnice z Jaroměřic nad Rokytnou do Rozkoše.

## Zajímavosti a pamětihodnosti
- Archeologická naleziště
- Místa s těžbou granitu a durbachitu v lomu na Královci[11]
- Kaplička na okraji vesnice[11]
- Kříže v okolí[11]
- Pomník padlým v druhé světové válce[11]
- Skála Justinka
- Lípa k výročí 1000 let od založení vesnice[6]

## Osobnosti
- Františka Martonová-Machová (1917–?), pedagožka

## Galerie

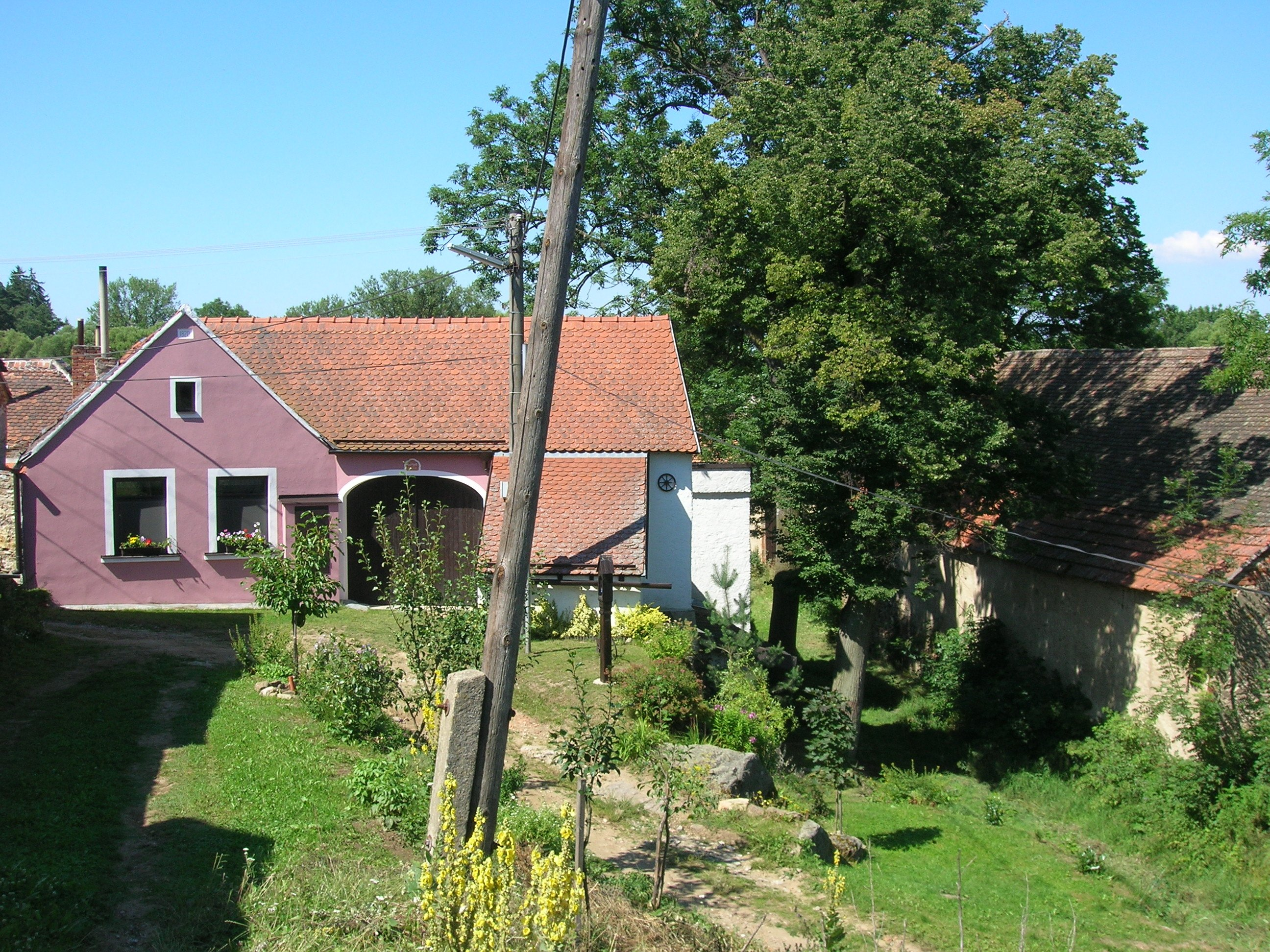
Koryto potůčku tekoucího k Rokytné
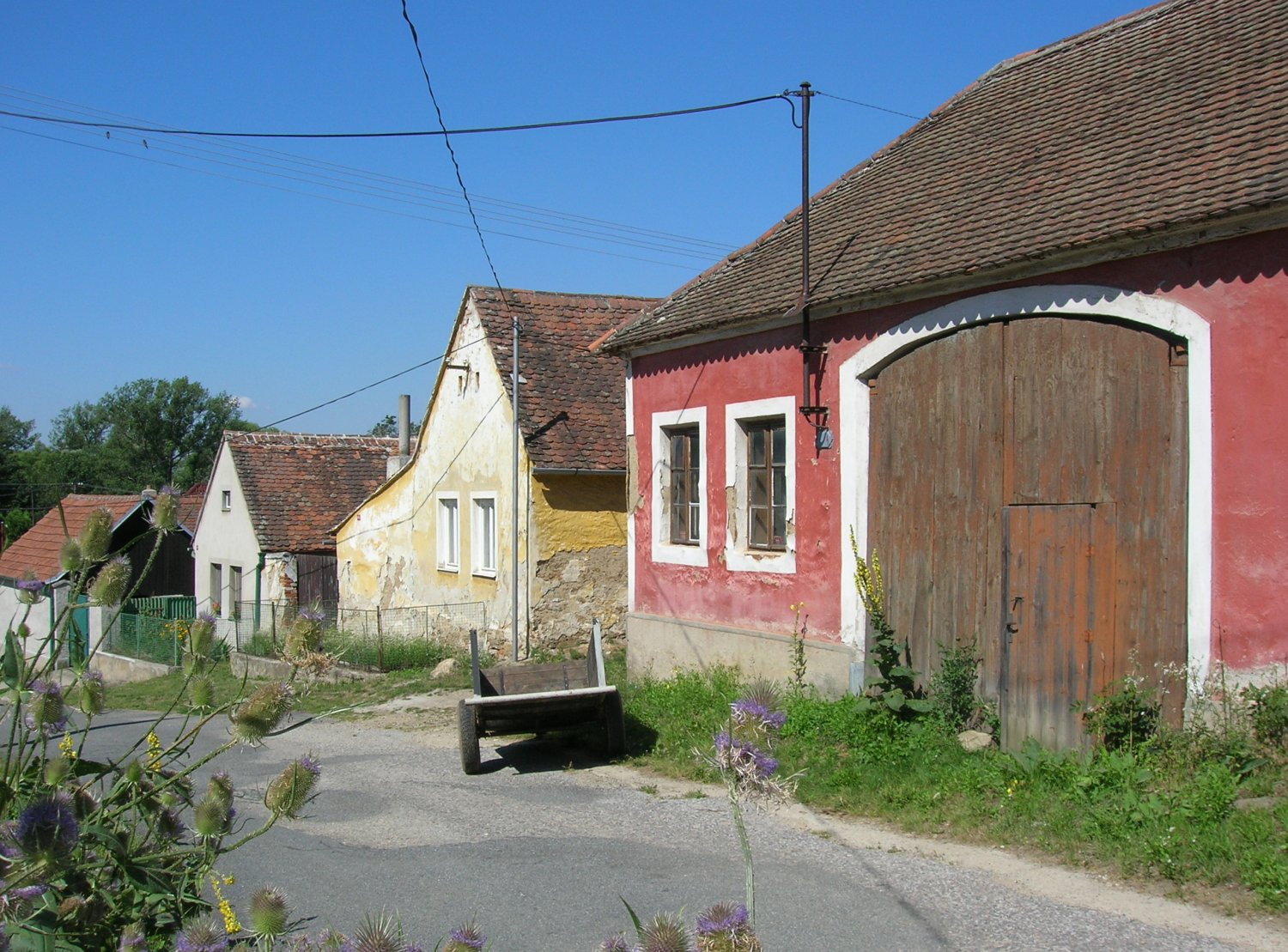
Stará příštepská stavení
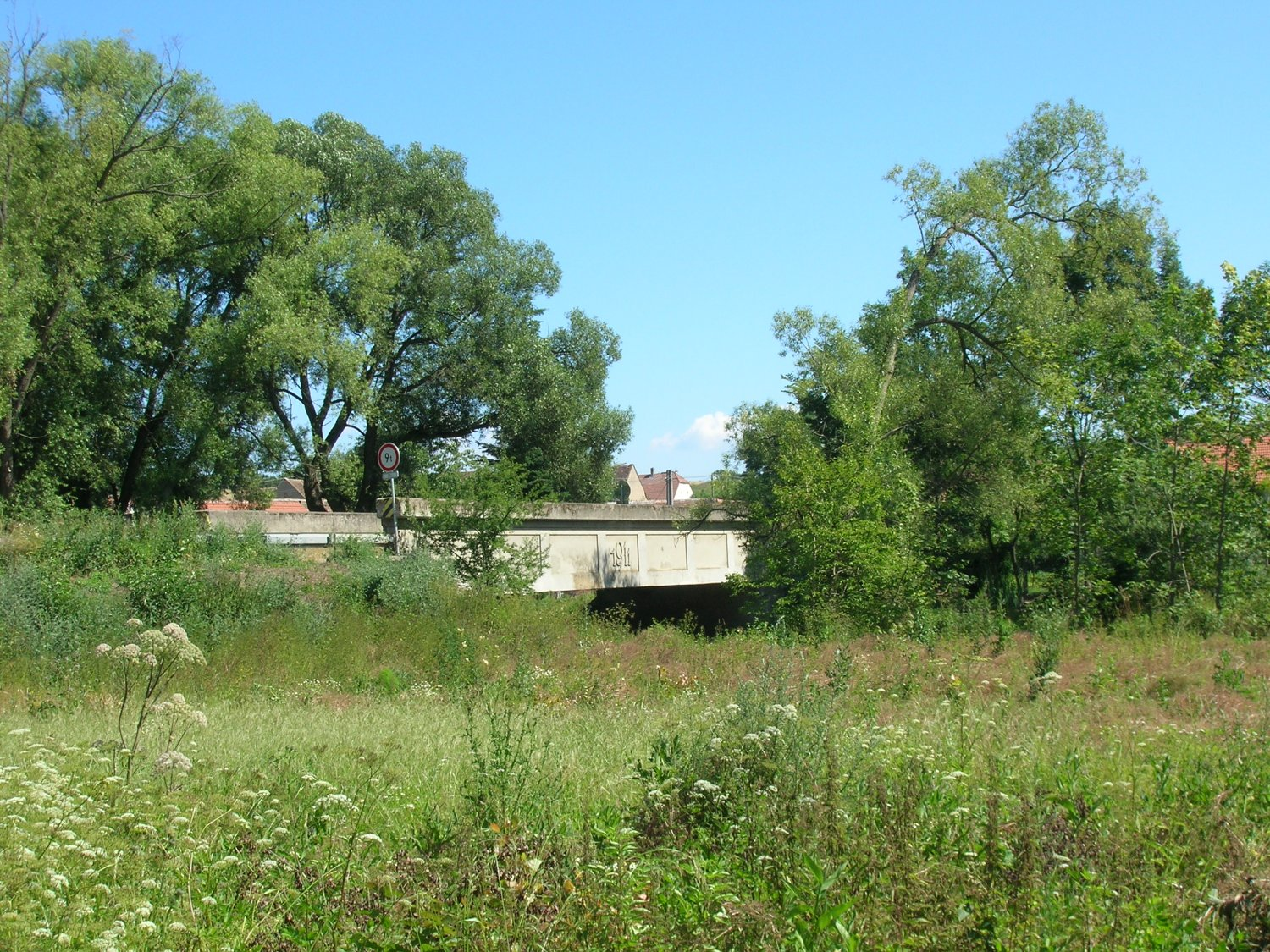
Most přes řeku Rokytnou